# 西福寺 (世田谷区)
西福寺（さいふくじ）は、東京都世田谷区にある真言宗豊山派の寺院。

## 概要
1584年（天正12年）、服部増祐の開基である。元々の本尊は不動明王であったが、火災に遭い焼失したため、現在は薬師如来になっている。この薬師如来像は服部家の故地だった近江国伊香郡（現・滋賀県長浜市）から持ってきたものという。平安時代後期の古仏像という。
墓地には、旗本の服部貞勝の墓がある。貞勝を含む服部一族の墓が並んでいる。

## 交通アクセス
- 松原駅より徒歩5分。